# 아나바르구
아나바르구(Anabar District)는 나우루 북동부에 위치한 행정구로, 면적은 1.5km2, 인구는 810명이다.

## 지도

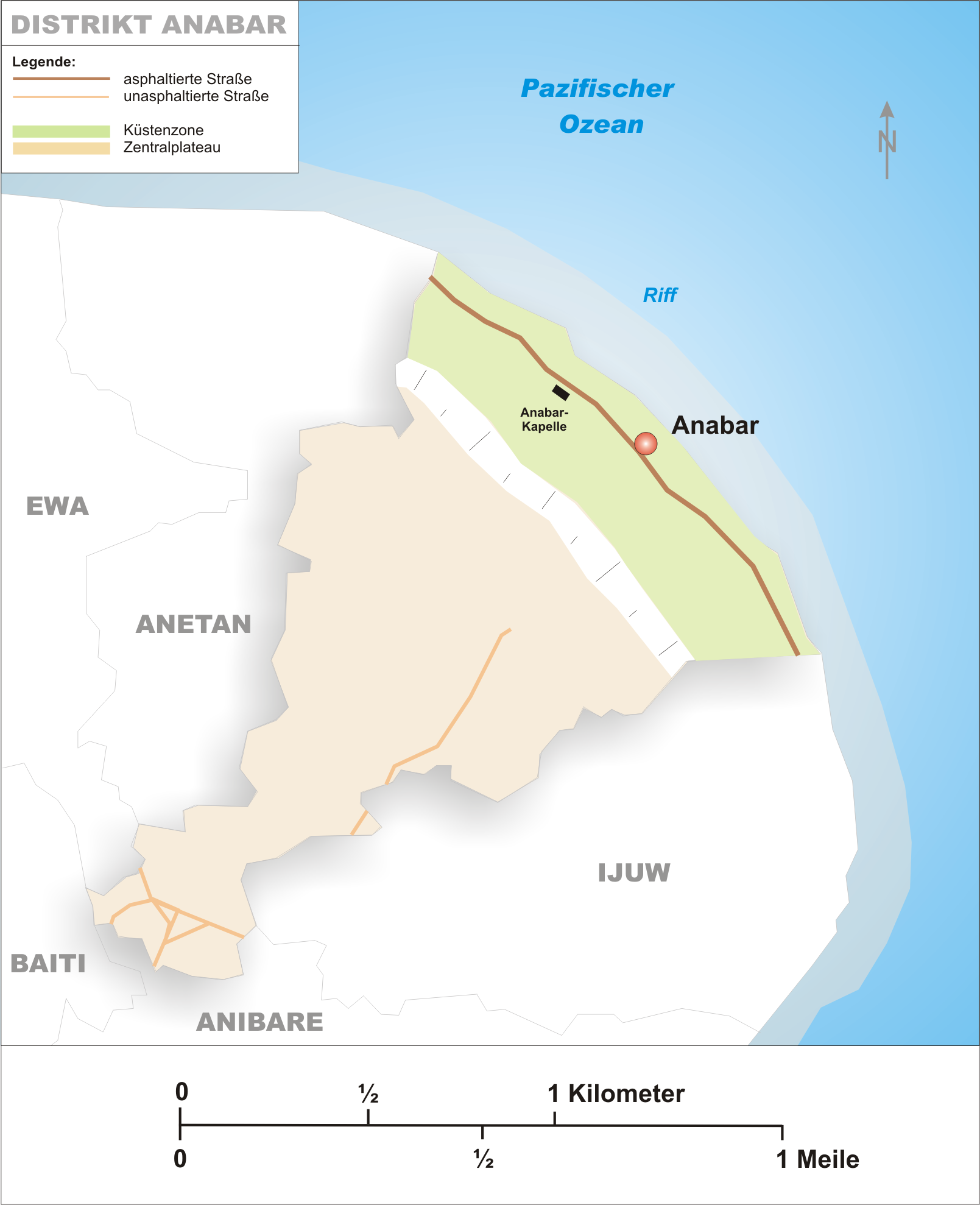
아나바르 구
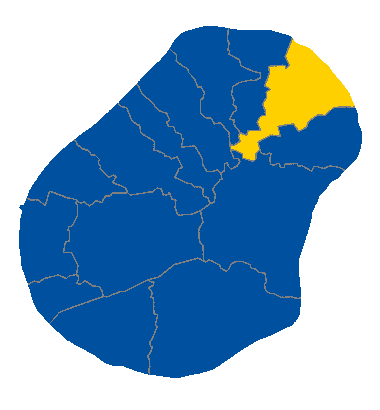
아나바르 구의 위치